# Al Karlander
Allan David Karlander (Lac la Hache, 5 novembre 1946) è un hockeista su ghiaccio canadese.
Nel corso della carriera militò come centro nella National Hockey League e nella World Hockey Association.

## Carriera
Karlander giocò a livello giovanile nella NCAA frequentando per quattro anni dal 1965 al 1969 la Michigan Technological University, venendo eletto per due stagioni consecutive negli All-Star Team della Western Collegiate Hockey Association. A livello universitario fu l'unico giocatore in grado di segnare una tripletta a Ken Dryden. In occasione dell'NHL Amateur Draft 1967 fu scelto in diciassettesima posizione assoluta dai Detroit Red Wings.
Fece il proprio esordio nella NHL nella stagione 1969-70 disputando 45 partite. Per i primi due anni Karlander fu mandato a giocare anche presso il farm team dei Fort Worth Wings, squadra della Central Hockey League. Dal campionato 1971-72 entrò a far parte a tempo pieno del roster dei Red Wings.
Nell'estate del 1973 lasciò la NHL per approdare nella World Hockey Association firmando con i New England Whalers. Il suo primo anno con la maglia dei Whalers fu il migliore della propria carriera, con 61 punti ottenuti in 77 gare di stagione regolare. Nella stagione successiva fu invece limitato dagli infortuni al ginocchio e alla caviglia.
Nell'estate del 1975 durante l'Intra-league Draft della WHA Karlanden lasciò Hartford dopo essere stato selezionato dagli Indianapolis Racers. Giocò altre due stagioni prima di annunciare il ritiro al termine della stagione 1976-77.

## Palmarès

### Individuale
- WCHA All-Star First Team: 1

1968-1969
- WCHA All-Star Second Team: 1

1967-1968